# Les Belles de nuit (Delvaux)
Pour les articles homonymes, voir Les Belles de nuit.
Les Belles de Nuit est une peinture surréaliste de Paul Delvaux mesurant 140 × 220 cm, réalisée en 1962, et conservé au musée Botero de Bogota en Colombie. Le tableau est connu internationalement comme The Beautiful Night.

## Description
Trois femmes dénudées dans un paysage urbain de nuit, avec en arrière-plan, deux locomotives.